# Stegomyia hoguei
Stegomyia hoguei is een muggensoort uit de familie van de steekmuggen (Culicidae). De wetenschappelijke naam van de soort is voor het eerst geldig gepubliceerd in 1962 door John Nicholas Belkin.